# Space Battleship Yamato
Space Battleship Yamato (宇宙戦艦ヤマト, Uchū Senkan Yamato, poznat i kao Cosmoship Yamato) japanska je anime i manga ZF serija autora Leijija Matsumota koja je emitirana u Japanu između 1974. i 1975. Serija teško izmijenjena i premontirana za američku televiziju kako bi se tamo emitirala pod nazivom Star Blazers. Taj je naslov preuzela i talijanska televizija dok je portugalska verzija imala naziv Patrulha Estelar.
Serija se smatra jednom od najznačajnijih u povijesti animea 20. stoljeća, pošto je u Japanu i SAD-u stvorilo novu publiku i zanimanje za žanr ozbiljne znanstvene-fantastike i svemirske opere, te pokrenulo međunarodno zanimanje za anime. Po seriji je snimljeno nekoliko animiranih filmova, te jedan igrani iz 2010. godine.
U 2005., TV Asahi je objavio dvije liste 100 najboljih animiranih ostvarenja. Yamato se našao i na jednoj i na drugoj: na listi koja je sastavljena prema anketi provedenoj diljem nacije, našao se na 12. mjestu a na listi sastavljenoj po online anketi Japanaca, završio je na 88. mjestu.
Prvo izdanje časopisa Animage objavljeno je tek 1979., četiri godine nakon završetka emitiranja serije, tako da nije mogao biti uključen u popis najboljih animea godine, no tri anime filma, Farewell Space Battleship Yamato, Space Battleship Yamato i Space Battleship Yamato 2 našli su se na 10., 18. i 14. mjestu na popisu najboljih animea godine s 289, 107 i 151 glasom. Prva dva filma iduće godine ponovno su se našla na listi 20 najboljih animea u istom časopisu.

## Radnja
Godina je 2199., a cijelo čovječanstvo se našlo na rubu istrebljenja nakon što su izvanzemaljci Gamilonci prodrli u sunčev sustav i napali Zemlju. Svemirska flota i dalje hrabro drži obranu na liniji Mars-Pluton. Međutim, ne može zaustaviti bombardiranje Zemlje asteroidima. Radioaktivni izotopi u njima su natjerali preživjele u bijeg u podzemne bunkere. Zalihe su oskudne a radijacija polagano prodire tako da se očekuje da te enklave neće moći izdržati duže od godinu dana.
Gamilonci potom počinju veliku ofenzivu na flotu. Zapovijed za povlačenje admirala Juzoa Okite stiže prekasno a mnogi zapovjednici svemirskih brodova ju čak i zanemare. Tako u toj bitci umre njegov sin i brat Susoma Kodaija. Mala flota se vrati živa na Zemlju, uz razočarenje preživjelih. Cilj Gamilonaca je očito depopulacija Zemlje kako bi se stvorila nova planeta za tu migracijsku rasu.
Odjednom međutim stiže neočekivana dobra vijest od Iskandarijanaca, neprijatelja Gamilonaca. Kraljica Starsha ponudi ljudima priliku za spas uz pomoć biokonvertora (Cosmo Cleaner D), koji mogu potpuno neutralizirati radijaciju te tako obnoviti floru i faunu i time spasiti Zemlju. Zapovjednik Okita mora u tu svrhu ugraditi poseban uređaj u svemirski brod kako bi stigao do Iskandarijanaca, koji su udaljeni 148.000 svjetlosnih godina. Vojska i znanstvenici su već prije naišli na pogodan brod u obliku svemirskog broda Yamato, koji je sastavljen od ostataka istoimenog japanskog ratnog broda iz Drugog svjetskog rata.
Admiral Jūzō Okita i Susumu Kodai preuzimaju zapovjedništvo nad brodom Yamato te kreću u proboj kroz neprijateljsku frontu do Isakndarijanaca. Među posadom je i Daisuke Shima, dr. Sado, mehaničar-robot Sandor i Yuki Mori, zadužena za navigaciju. Zahvaljujući njima, Gamilonci su poraženi a Zemlja se spašava te ljudi kreću opet u obnovu površine planete. Godinama kasnije, Yamato se treba povući iz opticaja, no nakon što još moćniji imperij Komet napadne Zemlju, novi se svemirski brodovi ispostave nesposobnima tako da Yamato opet mora spasiti situaciju.

## Glasovi
- Goro Naya - Juuzo Okida/Jūzō Okita
- Kei Tomiyama - Susumu Kodai
- Shuusei Nakamura - Daisuke Shima
- Youko Asagami - Yuki Mori
- Akira Kamiya - Saburo Kato
- Akira Kimura - Pripovjedač
- Ichiro Nagai - Dr. Sakezo Sado

## Prijem i utjecaj
Serija je bila jedna od najomiljenijih u Japanu 1970-ih. Uspjeh je bio potpuno neočekivan jer se tada smatralo da ozbiljna znanstvena-fantastika neće privući širu publiku. Yamato je tako promijenio tu percepciju, te je bio prvi veliku uspjeh autora Matsumota.
Američka verzija, Star Blazer, je bio jedan od prvih pokušaja dovođenja animea na američko tržište. Ljubitelji su potom osnovali prvi anime fan klub, koji se proširio i na druga ostvarenja.
Marvin Gleicher je u Manga Entertainment napisao da je ova serija također po prvi puta dokazala da jedan anime može držati zanimljivu radnju kroz veliki raspon epizoda te biti uspješan i izvan Japana, na Zapadu. Patrick Drazen ju je prozvao "objavom" tadašnjeg vremena. Fred Patten je promatrao kako je Yamato zapravo „prepričavanje 2. svjetskog rata u obliku svemirskog rata u budućnosti sa svemirskim brodovima i napetim političkim intrigama“.
Antonia Levi je primijetila da je radnja serija jednostavna, no da je razvoj likova dubok i kompliciran. Jedna od znamenitosti serije je to što se otvoreno bavila temom smrti: ne slijedi samo tuga nakon smrti protagonista, nego i pogrešne optužbe i osveta. Također, javljaju se i neočekivane i besmislene smrti, što je sušta suprotnost s drugim serijama iz SAD-a iz tog razdoblja, koje su izbjegavale govoriti o smrti.
Helen McCarthy navodi kako je priča zamišljena kao spoj Gospodara muha i japanske verzije Zvjezdanih staza. Usprkos "zastarjeloj animaciji" i "pseudo-znanosti", ona hvali seriju zbog nekih trajnih tema koje ju čine klasikom.